# Спольторе
Спольторе (итал. Spoltore) — город в Италии, расположена в регионе Абруццо, подчиняется административному центру Пескара.
Население составляет 16 546 человек (на 2004 г.), плотность населения составляет 429 чел./км². Занимает площадь 36 км². Почтовый индекс — 65010. Телефонный код — 085.
Покровителем населённого пункта почитается святой Памфилий из Сульмоны. День города ежегодно празднуется 28 апреля.